# سحري (بالا خيابان ليتكوة)
سحري (بالفارسية: سهری) هي منطقة سكنية تقع في إيران في قسم بالا خیابان لیتکوة الريفي. يقدر عدد سكانها بـ 91 نسمة .